# 国際連合安全保障理事会決議27
国際連合安全保障理事会決議27（こくさいれんごうあんぜんほしょうりじかいけつぎ27、英: United Nations Security Council Resolution 27,UNSCR27）は、1947年8月1日に国際連合安全保障理事会で採択された決議。この決議がインドネシア独立戦争における戦闘の一時中断に繋がった（8月4日）。
インドネシア（当時オランダ領東インド）で発生したオランダ本国軍とインドネシア独立勢力との武力衝突を懸念し、停戦及び平和的手段での紛争解決を求めており、その進展状況の報告を求めている。
インドネシアにおいては、1945年の第二次世界大戦終了直後より、オランダ本国とオランダ領東インド（インドネシア）独立勢力との間で紛争が続いており、1947年7月よりオランダ本国軍が大規模な攻勢を開始し、紛争が拡大していた。決議27号は、これを憂慮して出された。これを受けて8月4日に一時停戦が成立している。しかしこのあともオランダは攻撃を止めなかったほか翌1948年12月11日にオランダは和平会談決裂を宣言、12月19日に共和国領内への全面攻勢を行い、ジョグジャカルタを陥落させスカルノとモハマッド・ハッタ、及び官僚をバンカ島に幽閉した。